# 실꽃풀
실꽃풀은 여로과에 속하는 여러해살이풀이다.

## 분포
제주도 특산종으로 여러해살이풀로 높이는 약 30cm 정도이다.

## 특징
뿌리 위에 난 잎은 거꿀바소꼴 또는 긴타원형으로, 끝이 둔하며 가장자리가 약간 물결 모양이고 줄기에 난 잎은 줄모양 바소꼴이다. 꽃은 5~7월에 이삭꽃차례를 이루어 흰색으로 핀다. 꽃덮이는 6개로 갈라지며 뒤쪽의 갈라진 조각은 7~9mm이고 앞쪽의 것은 수술의 길이와 거의 같다. 수술은 6개이며 암술은 1개이고 상위 씨방으로 암술머리는 3개로 갈라진다. 열매는 삭과로 타원형이다.